# Medizintechniker
Medizintechniker haben eine qualifizierte Berufsausbildung im Metall- oder Elektrobereich abgeschlossen und sich zusätzlich weiterqualifiziert. Dies kann entweder durch eine mehrjährige praktische Berufserfahrung mit medizintechnischen Geräten oder durch eine zweijährige Weiterbildung an einer Technikerschule mit dem Abschluss zum Staatlich geprüften Techniker, (Fachrichtung) Medizintechnik erfolgen.

## Ausbildungsmöglichkeiten

### Fortbildung in Deutschland
Die Fortbildung an einer Technikerschule dauert in Vollzeit regulär zwei Jahre (vier Semester) und wird von mehreren Fachschulen bzw. Berufsakademien in der Bundesrepublik Deutschland angeboten. Fachhochschulen bieten u. a. den Studiengang „Medizintechnik/Krankenhausbetriebstechnik/Verfahrenstechnik“  an. Sie umfasst u. a. die Fächer Medizintechnik, medizinische IT, Krankenhaustechnik, Anatomie und Physiologie, Krankentechnik, Labortechnik, Hygiene, Physik, Chemie, Datenverarbeitung und Netzwerktechnik, Mikroprozessortechnik, Steuer-, Mess- und Regeltechnik, Elektrotechnik, Englisch, Gesetzes- bzw. Vorschriftenkunde, BWL/VWL, technische Mathematik, MPR, inklusive Praktika.
Zum Ende der Fortbildung bildet die Vorstellung der Technikerarbeit einen wesentlichen Teil der Abschlussprüfung vor der Bezirksregierung. Dies ist im Allgemeinen eine selbst gewählte praktische sowie theoretische Aufgabe, es kann aber auch ein mehrwöchiges Betriebspraktikum im Technik-Bereich eines Krankenhauses eigener Wahl sein, in dem man hospitiert, und über das ein aussagekräftiger Praktikumsbericht zu erstellen und dem Prüfungsgremium vorzulegen ist (wird u. a. nicht in Niedersachsen als FH-Zulassung anerkannt). Der anerkannte Abschluss berechtigt somit zu einem Studium an einer Fachhochschule.
Die Mehrheit der Medizintechniker in Deutschland besteht nicht aus staatlich geprüften Technikern, sondern aus jenen, die sich während vieler Berufsjahre bei ihrer Tätigkeit in der Medizintechnik, durch Schulungen bei den Herstellern der Medizintechnik sowie durch den Besuch von Kursen, Seminaren und Tagungen weitergebildet haben. Der Fachverband Biomedizinische Technik e. V. bietet seinen Mitgliedern eine freiwillige Zertifizierung an.

### Fortbildung in Österreich
In Österreich besteht die Möglichkeit im Rahmen einer technischen Ausbildung auf einer Höheren Technischen Lehranstalt, mit dem Schwerpunkt Biomedizinische Technik, eine fünfjährige Ausbildung zu absolvieren. Nach einer dreijährigen Berufserfahrung kann der Titel Ingenieur beantragt werden. Die Ausbildung in Österreich entspricht einer Ausbildung auf einer Fachhochschule in Deutschland.

## Tätigkeitsfeld
Das berufliche Tätigkeitsfeld des Medizintechnikers ist sehr unterschiedlich, vielschichtig und vielseitig in z. B. hier nur einigen vorgestellten Bereichen: beim Hersteller von Medizinprodukten, als Servicetechniker vor Ort beim Kunden, im Vertrieb, der Entwicklung, Weiterentwicklung oder Anpassung an neue Vorgaben von z. B. Geräten oder Analyse-Techniken, im Bereich der angewandten Medizintechnik als Logistiker, Leiter MT-Klinik.
Die Liste der Möglichkeiten für MT bleibt nur als Beispiel, sie ist keinesfalls abgeschlossen und erweitert sich noch im Zuge der technischen Weiterentwicklung z. B. Forschung.
Des Weiteren führt der Medizintechniker die gesetzlich Vorgeschriebenen Sicherheitstechnischen Kontrollen (STK) und Messtechnische Kontrollen (MTK) an Medizinprodukten durch.

## Qualifikation und Aufgaben
Der Medizintechniker ist somit qualifizierter Spezialist für ein oder mehrere Medizinprodukte des jeweiligen Herstellers und kennt die aktuell relevanten Gesetze und Verordnungen sowie Arbeitsanweisungen für den Umgang mit Medizinprodukten (MPG, bis 2002 MedGV; MPBetreibV). Eine immer wichtiger werdende Aufgabe des Medizintechnikers ist es, die Klinikbetreiber, Anwender, Pfleger und Ärzte permanent über die Risiken der Bedienung des Medizinproduktes zu informieren.